# Felicitas

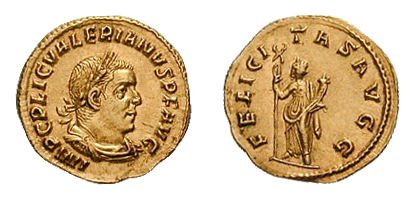
Felicitas con un caduceo e una cornucopia, due simboli di salute e ricchezza, su una moneta romana dell'imperatore Valeriano.

Felicitas era una divinità dell'abbondanza, della ricchezza e del successo e presiedeva alla buona sorte; la sua festa veniva celebrata il 9 ottobre.
A volte il termine felicitas era un epiteto riferito a Giunone Felicitas personificazione della Felicità. 
A Roma aveva molti templi, fra cui uno sul Campidoglio, ed era raffigurata con il caduceo e la cornucopia.